# L'art de l'amor
L'art de l'amor (títol original en anglès, The Art of Love) és una pel·lícula de comèdia en technicolor de 1965 dirigida per Norman Jewison i protagonitzada per James Garner, Dick Van Dyke, Elke Sommer i Angie Dickinson. S'ha doblat al català.
La història de la pel·lícula involucra un artista estatunidenc a París (Van Dyke) que fingeix la seva pròpia mort per augmentar el valor de les seves pintures, mentre les noves obres segueixen sortint "pòstumament" al mercat. El seu amic de connivència (Garner) ven les pintures i reté els ingressos mentre l'artista treballa en una sotateulada en mal estat.
El guió va ser escrit per Carl Reiner a partir d'una història de Richard Alan Simmons i William Sackheim. El repartiment secundari compta amb Carl Reiner i Ethel Merman.
Jewison va assenyalar a la seva autobiografia que el defecte de la pel·lícula era que el guió suposa que la mort d'un artista garanteix un augment enorme del valor de vendes de les seves pintures. A parer seu, aquest plantejament va perjudicar enormement les opinions del públic a la pel·lícula.
Totes les pintures que es van utilitzar a la pel·lícula van ser obra de l'artista internacional Don Cincone.

## Repartiment
- James Garner com a Casey Barnett
- Dick Van Dyke com a Paul Sloane/Toulouse aka Picasso
- Elke Sommer com a Nikki
- Angie Dickinson com a Laurie Gibson
- Ethel Merman com la madame Coco La Fontaine
- Carl Reiner com a Rodin
- Pierre Olaf com a Carnot
- Miiko Taka com a Chou Chou
- Roger C. Carmel com a Zorgus
- Irving Jacobson com a Mr. Fromkis
- Jay Novello com a Janitor
- Paul Préboist com a conductor d'autobús